# Claude Louis d’Espinchal
Claude Louis d’Espinchal, Marquis de Massiac (* 15. November 1686 in Brest, Frankreich; † 15. August 1770 in Paris, Frankreich) war ein französischer Seeoffizier und Aristokrat im 17. Jahrhundert. Er amtierte kurzzeitig als Marineminister und beendete seine Karriere als Vice-amiral de France und Kommandeur der Flotte du Levant.

## Biografie

### Familie

Wappen der Familie d’Espinchal

Claude Louis d’Espinchal stammte angeblich aus der gleichnamigen Adelsfamilie, die ursprünglich aus der Auvergne stammte. Diese Familie erhielt ihren Namen von Espinchal, einem Landstrich zwischen Condat und Besse. Er war der einzige Sohn von Barthélémy Massiac (1626–1700) und Hélène du Maz. Sein Vater arbeitete in Brest als „Ingénieur du roi“ (deutsch Ingenieur des Königs), dann von 1666 bis 1676 als Ingenieur im Dienst des Königs von Portugal. Dort wurde er Ritter des Christusordens. Nach seiner Rückkehr war er am Bau des Grand Canal in Versailles beteiligt.
An der Zugehörigkeit zur Familie Espinchal gibt es allerdings auch Zweifel. Laut Michel Vergé-Franceschi stammte seine Familie, deren Herkunft weitaus bescheidener war, angeblich aus dem Languedoc und Espinchal nutzte die Namensgleichheit, um in die französische Marine eintreten zu können, die eigentlich nur Adeligen vorbehalten war. Vergé-Franceschi schrieb:

« Le marquis de Massiac (1686-1770), vice-amiral de France de 1764 à 1770, et même secrétaire d’État à la marine durant cinq mois en 1758 “n’a pas une goutte de sang auvergnat dans les veines.” »

„Der Marquis de Massiac (1686-1770), Vizeadmiral von Frankreich von 1764 bis 1770 und 1758 sogar fünf Monate lang Staatssekretär für die Marine, hat nicht einen Tropfen auvergnischen Blutes in den Adern.“

Später schrieb er außerdem:

« C’est par erreur que l’on fait habituellement de M. de Massiac un d’Espinchal de Massiac, cette paternité familiale n’étant d’ailleurs ni revendiquée par les parents du vice-amiral, à la fin du XVIIe siècle, ni par la famille du vice-amiral, au moment de sa mort. »

„Es ist ein Irrtum, dass wir Herrn de Massiac normalerweise zu einem von Espinchal de Massiac machen, da diese Familienvaterschaft weder von den Eltern des Vizeadmirals am Ende des 17. Jahrhunderts, noch von der Familie des Vizeadmirals zum Zeitpunkt seines Todes beansprucht wird.“

### Militärische und politische Karriere
Espinchal trat 1704 als Gardemarin in Toulon in die französische Marine ein. Seine ersten Einsätze absolvierte er hauptsächlich gegen Schiffe und Stützpunkte der Barbaresken-Korsaren im Mittelmeer.
1751 wurde er zum Chef d’escadre (Konteradmiral) befördert und 1756, zu Beginn des Siebenjährigen Krieges, zum Lieutenant-général (Vizeadmiral) ernannt.
Am 31. Mai 1758 wurde Espinchal zum Marineminister ernannt und ersetzte François Marie Peyrenc de Moras. Er hielt sich nur wenige Monate in dieser Position, da Le Normant de Mezy, ein Cousin von Madame de Pompadour, ihn harsch kritisierte und ihm unter anderem Untätigkeit vorwarf. Espinchal verließ dieses Amt daraufhin bereits am 31. Oktober 1758 und wurde am 1. Dezember 1758 von Nicolas René Berryer, bis dahin Minister für die Polizei (französisch: Lieutenant Général de Police) und Protegé von Madame de Pompadour, durch Ernennung durch Herzog von Choiseul, ersetzt.
Anschließend wurde er zum Vizeadmiral der Levantenflotte befördert und mit dem Großkreuz des Ordre royal et militaire de Saint-Louis ausgezeichnet. In dieser Position organisierte er die Verteidigung der französischen Handelsflotte neu, um den weiterhin anhaltenden Angriffen der Barbaresken entgegenzuwirken.
Ende 1758 heiratete er seine Geliebte Louise-Catherine Gourdan, geborene Choart de Magny (1698–1777), die Witwe eines Angestellten des Marineministeriums. Ihr Vater war ebenfalls in der Marine tätig.
Espinchal starb am 15. August 1770 nach 69 Dienstjahren in der Marine in dem in dieser Zeit nach ihm benannten Hôtel de Massiac in Paris.
Sein Großneffe Claude-Louis-René de Mordant, Marquis de Massiac (1746–1806), erbte sein Vermögen. Das Hôtel de Massiac im 2. Arrondissement wurde 1789 unter Mordant zum Sitz des Club de l’hôtel de Massiac, einer Vereinigung von Kolonialisten, die in Saint-Domingue oder auf den Kleinen Antillen Plantagen besaß, die von Sklaven bewirtschaftet wurden. Der Club hatte die Zielsetzung, den Einfluss der 1787 von Jacques Pierre Brissot gegründeten Société des Amis des Noirs zu bekämpfen, die den Sklavenhandel in den Kolonien abschaffen wollte.